# Кальварья-Зебжидовска
Кальварья-Зебжидовска (пол. Kalwaria Zebrzydowska) — город в Польше, входит в Малопольское воеводство, Вадовицкий повят. Имеет статус городско-сельской гмины. Занимает площадь 5,5 км². Население — 4524 человека (на 2004 год).

## Достопримечательности
В городе находится известный католический паломнический центр, называемый Зебжидовской кальварией.

## Известные уроженцы
- Шанявский, Иосиф Калясанты (1764—1843) – польский философ, политик.